# Thomas Frederick Crane
Pour les articles homonymes, voir Thomas Crane.
Thomas Frederick Crane (New York, 12 juillet 1844 - 10 décembre 1927) est un avocat, professeur d'université et folkloriste américain. Cofondateur du Journal of American Folklore, il a notamment publié un recueil de Contes populaires italiens (Italian Popular Tales).

## Biographie
Il étudie le droit à Université de Princeton, dont il sort diplômé en 1867, avant de poursuivre ses études à la Faculté de Droit de l'Université Columbia. Il part ensuite s'installer à Ithaca, après que l'un de ses parents y est tombé malade. Il est admis au barreau et exerce alors son activité d'avocat au sein de la communauté et celle de bibliothécaire de l'Université Cornell, nouvellement fondée. Il se met ensuite à l'étude des langues et une position lui est offerte à la faculté par le président Andrew Dickson White, cofondateur de l'université. Il enseigne alors le français, l'italien, l'espagnol et la littérature médiévale. Avec d'autres, il fonde le Journal of American Folklore. Il sera également le premier doyen du College of Arts and Sciences de l'Université Cornell.

## Œuvre
Crane est connu en particulier pour son recueil de contes populaires italiens (Italian Popular Tales), dont plusieurs récits ont paru dans St. Nicholas Magazine, magazine pour enfants célèbre aux États-Unis à la fin du XIXe et dans la première moitié du XXe siècle. Pour ce recueil, il a puisé dans le travail de différents collecteurs de contes italiens, dont Giuseppe Pitrè.

## Sources et bibliographie
- (en) Cet article est partiellement ou en totalité issu de l’article de Wikipédia en anglais intitulé « Thomas Frederick Crane » (voir la liste des auteurs).
- (en) Brian Attebery, The Fantasy Tradition in American Literature (ISBN 0-253-35665-2).
- (en) Speculum, vol. 3, n° 2 (avril 1928).
- (en) Jack Zipes, « Thomas F. Crane : The Uncanny Career of a Folklorist », dans Thomas Frederick Crane (éd.), Italian Popular Tales, ABC-Clio, coll. « Classic Folk and Fairy Tales », Santa Barbara, 2001, p. IX sv. - En ligne sur Google Books (texte partiel).